# اینتگرین بتا ۱
اینتگرین بتا ۱ (انگلیسی: Integrin beta 1) که با نام CD29 هم شناخته می‌شود، یکی از گیرنده‌های سطح سلول است که در انسان توسط ژن «ITGB1» کُدگذاری می‌شود. این پروتئین به اینتگرین آلفا ۲ اتصال یافته و ترکیب ساختاری اینتگرین را می‌سازند که به‌عنوان گیرنده کلاژن عمل می‌کند. همچنین به اینتگرین آلفا ۳ متصل شده و در نقشِ گیرنده‌های اینتگرینی برای نترین ۱ و ریلین ظاهر می‌شود.

## اهمیت بالینی
در بیماران مبتلا به دیستروفی ماهیچه‌ای کمربند اندام اینتگرین‌های نوع 2C و beta-1D به‌شدت در ماهیچه‌های اسکلتی کاهش یافته‌است که با کاهش اینتگرین آلفا ۷ و فیلامین ۲ مطابقت دارد.
در مبتلایان به «پلی‌نورپاتی حساس حرکتی» سطح «اینتگرین آلفا ۷ بی» و «اینتگرین بتا ۱ دی» کاهش شدید داشته تا آنجایی که دیگر قابل ردیابی نیست و این موضوع با کاهش سطح آران‌ای پیام‌رسان مطابقت دارد.

## فعل و انفعالات
CD29 با پروتئین های زیر تعامل پروتئین-پروتئین دارد:
- اکتینین آلفا ۱،[۷][۸]
- CD46،[۹]
- CD9،[۱۰][۱۱]
- FHL2،[۱۲]
- Filamin،[۱۳][۱۴]
- FLNB،[۱۳]
- CD81،[۱۱][۱۵]
- GNB2L1،[۱۶][۱۷]
- ITGB1BP1،[۱۸][۱۹]
- گالکتین-۸،[۲۰]
- MAP4K4،[۲۱]
- NME1،[۲۲]
- PKC alpha،[۱۶][۲۳]
- TLN1،[۲۴][۲۵]
- TSPAN4،[۲۶] و
- YWHAB.[۲۷]

## برای مطالعهٔ بیشتر
- Evans JP (Jul 2001). "Fertilin beta and other ADAMs as integrin ligands: insights into cell adhesion and fertilization". BioEssays. 23 (7): 628–39. doi:10.1002/bies.1088. PMID 11462216.
- Armulik A (Jan 2002). "Splice variants of human beta 1 integrins: origin, biosynthesis and functions". Frontiers in Bioscience. 7: d219-27. doi:10.2741/armulik. PMID 11779688.
- Brakebusch C, Fässler R (Sep 2005). "beta 1 integrin function in vivo: adhesion, migration and more". Cancer Metastasis Reviews. 24 (3): 403–11. doi:10.1007/s10555-005-5132-5. PMID 16258728.